# جيم كرولي
جيم كرولي (بالإنجليزية: Jim Crowley)‏ هو لاعب كرة قدم أمريكية أمريكي، ولد في 10 سبتمبر 1902 في شيكاغو في الولايات المتحدة، وتوفي في 15 يناير 1986 في سكرانتون في الولايات المتحدة.

## وصلات خارجية
- جيم كرولي على موقع مرجع كرة القدم المحترفة.كوم (الإنجليزية)
- جيم كرولي على موقع EliteProspects.com (الإنجليزية)
- جيم كرولي على موقع IMDb (الإنجليزية)
- جيم كرولي على موقع الموسوعة البريطانية (الإنجليزية)
- جيم كرولي على موقع قاعدة بيانات الفيلم (الإنجليزية)